# Horst Kliche
Horst Kliche (* 1. November 1938 in Berlin; † 6. Februar 2000 ebenda) war ein deutscher Politiker (SPD).
Horst Kliche besuchte eine Oberschule und machte von 1954 bis 1958 eine gewerbliche Lehre. 1962 schloss er als Ingenieur ab. Er arbeitete anschließend in Nordrhein-Westfalen als Ingenieur für Elektrotechnik. 1969 wurde er Konstruktionsingenieur bei der Siemens AG in Berlin. Kliche trat 1970 der SPD bei. Bei der Berliner Wahl 1981 wurde er in die Bezirksverordnetenversammlung im Bezirk Spandau gewählt. Im Mai 1985 wurde Klaus Jungclaus zum Bezirksstadtrat in Spandau gewählt, sodass Kliche in das Abgeordnetenhaus von Berlin nachrücken konnte. Nach der Wahl 1995 schied er aus dem Parlament aus und war bis zu seinem Tod Bezirksverordneter in Spandau.